# Seven (band)
Seven is een Haagse beatgroep met voormalige leden uit bands als Abel, Kane, Candy Dulfers Funky Stuff en Relax. De groep bestaat uit Bas de Groot (basgitaar), Niels Zuiderhoek (gitaar), Oscar Kraal (drums), Paul Jan Bakker (gitaar) en Seb van den Berg (zang).

## Biografie
Het eerste optreden van Seven is in het voorprogramma van de Golden Earring. In hun eigen studio The Green Room start de rockband in de zomer van 2004 met de opnamen van het debuutalbum. Zanger en windsurfer Seb van den Berg (ex-Clariscase) is naast de band presentator van West-X, een programma op TV West over extreme sport. Seven wint in 2006 een Essent Award. In augustus van hetzelfde jaar verschijnt hun debuutalbum.
In 2009 stapt Bas de Groot uit de band en wordt de band op non-actief gezet. Zanger Seb van den Berg duikt hierna op in De Kraaien.

## Trivia
- op zaterdag 7 juli 2007 (07-07-07) slaagde de band erin op binnen 24 uur zeven podia in Nederland te beklimmen en op elk podium zeven nummers te spelen. In volgorde: Ridderkerk, Rotterdam, Driebergen, opnieuw Rotterdam, Leidschendam, Delft en Den Haag. Hiermee kwam Seven in het Guinness Book of Records.

- International Standard Name Identifier: 0000 0001 0065 7027
- MusicBrainz: 2ab72f0b-0437-43cc-b088-9008c89a8f30
- Virtual International Authority File: 149714978